# Cercotrichas barbata
Cercotrichas barbata là một loài chim trong họ Muscicapidae.